# Фінал Кубка володарів кубків 1975
Фінал Кубка володарів кубків 1975 — футбольний матч для визначення володаря Кубка володарів кубків УЄФА сезону 1974/75, 15-й фінал змагання між володарями національних кубків країн Європи. 
Матч відбувся 14 травня 1975 року у швейцарському Базелі за участю київського «Динамо», яке на той час представляло СРСР, та угорського «Ференцвароша». Гра завершилася переконливою перемогою киян (3:0), які здобули перший континентальний кубок в історії радянського клубного футболу.

## Гра
Матч проходив за суттєвої ігрової і територіальної переваги київського «Динамо», яка реалізувалася у забитий гол вже на 18-й хвилині, коли Володимир Онищенко здійснив рейд лівим флангом, обігрався з Олегом Блохіним і, обігравши двох захисників угорського клубу, вразив ворота суперника з гострого кута. Незадовго до кінця першого тайму той же Онищенко подвоїв рахунок, чим, зважаючи на перебіг гри, практично зняв питання про переможця матчу. Цього разу динамівський нападник зважився на удар з правого флангу з-за меж карного майданчика, який став несподіванкою для голкіпера «Ференцвароша», і м'яч за високою траєкторією залетів під поперечину воріт.
Остаточний рахунок гри — 3:0 на користь київського клубу — встановив у середині другого тайму 22-річний нападник Олег Блохін, який на швидкості обіграв захисника і воротаря команди суперника, після чого завдав удар у порожні ворота майже з нульового кута. 

### Деталі
| 14 травня 1975 20:15 CEST |

| «Динамо» (Київ)              | 3–0      | «Ференцварош» |
| ---------------------------- | -------- | ------------- |
| Онищенко 18', 39' Блохін 67' | Протокол |               |

| «Санкт-Якоб», Базель Глядачів: 10 897 Арбітр: Роберт Девідсон (Шотландія) |

| «Динамо» (Київ) | «Ференцварош» |

| ВР                   | 1  | Євген Рудаков      |
| ЗХ                   | 6  | Володимир Трошкін  |
| ЗХ                   | 3  | Віктор Матвієнко   |
| ЗХ                   | 5  | Стефан Решко       |
| ЗХ                   | 4  | Михайло Фоменко    |
| ПЗ                   | 7  | Володимир Мунтян   |
| ПЗ                   | 2  | Анатолій Коньков   |
| ПЗ                   | 10 | Леонід Буряк       |
| ПЗ                   | 9  | Віктор Колотов     |
| НП                   | 8  | Володимир Онищенко |
| НП                   | 11 | Олег Блохін        |
| Головний тренер:     |    |                    |
| Валерій Лобановський |    |                    |

| ВР               | 1 | Іштван Геці    |  |     |
| ЗХ               |   | Дьозо Мартош   |  |     |
| ЗХ               |   | Іштван Медьєші |  |     |
| ЗХ               |   | Міклош Патакі  |  |     |
| ЗХ               |   | Тібор Раб      |  |     |
| ПЗ               |   | Тібор Нілаші   |  | 60' |
| ПЗ               |   | Іштван Юхас    |  |     |
| ПЗ               |   | Йожеф Муха     |  |     |
| ПЗ               |   | Ференц Сабо    |  |     |
| НП               |   | Янош Мате      |  |     |
| НП               |   | Іштван Мадяр   |  |     |
| Заміни:          |   |                |  |     |
| НП               |   | Тібор Онхаус   |  | 60' |
| Головний тренер: |   |                |  |     |
| Єне Дальнокі     |   |                |  |     |